# Pierre de la Croterie
La Pierre de la Croterie, appelé également le Chevanou est un menhir situé à Chauvé, à environ 4 kilomètres au nord-ouest du centre de la commune, dans le hameau de la Croterie. 

## Historique
Le menhir est inscrit au titre des monuments historiques en 1989.

## Description
Le menhir est constitué d'un bloc de grès de 4,10 m de hauteur, 3,30 m de largeur  à la base pour une épaisseur d'environ 1 m.
Le second bloc, plus petit, couché au pied, se serait détaché lors de son transport vers le site des Platennes[réf. nécessaire].